# غافين ميخائيل
غافين ميخائيل (بالإنجليزية: Gavin Mikhail)‏ هو ملحن ومغن مؤلف وعازف بيانو أمريكي، ولد في القرن العشرين في ويست لافاييت في الولايات المتحدة.

## روابط خارجية
- غافين ميخائيل على موقع ميوزك برينز (الإنجليزية)
- غافين ميخائيل على موقع أول ميوزيك (الإنجليزية)